# Baurech
Baurech – miejscowość i gmina we Francji, w regionie Nowa Akwitania, w departamencie Żyronda.
Według danych na rok 1990 gminę zamieszkiwały 633 osoby, a gęstość zaludnienia wynosiła 82 osób/km² (wśród 2290 gmin Akwitanii Baurech plasuje się na 621. miejscu pod względem liczby ludności, natomiast pod względem powierzchni na miejscu 1222.).